# 角筈橋

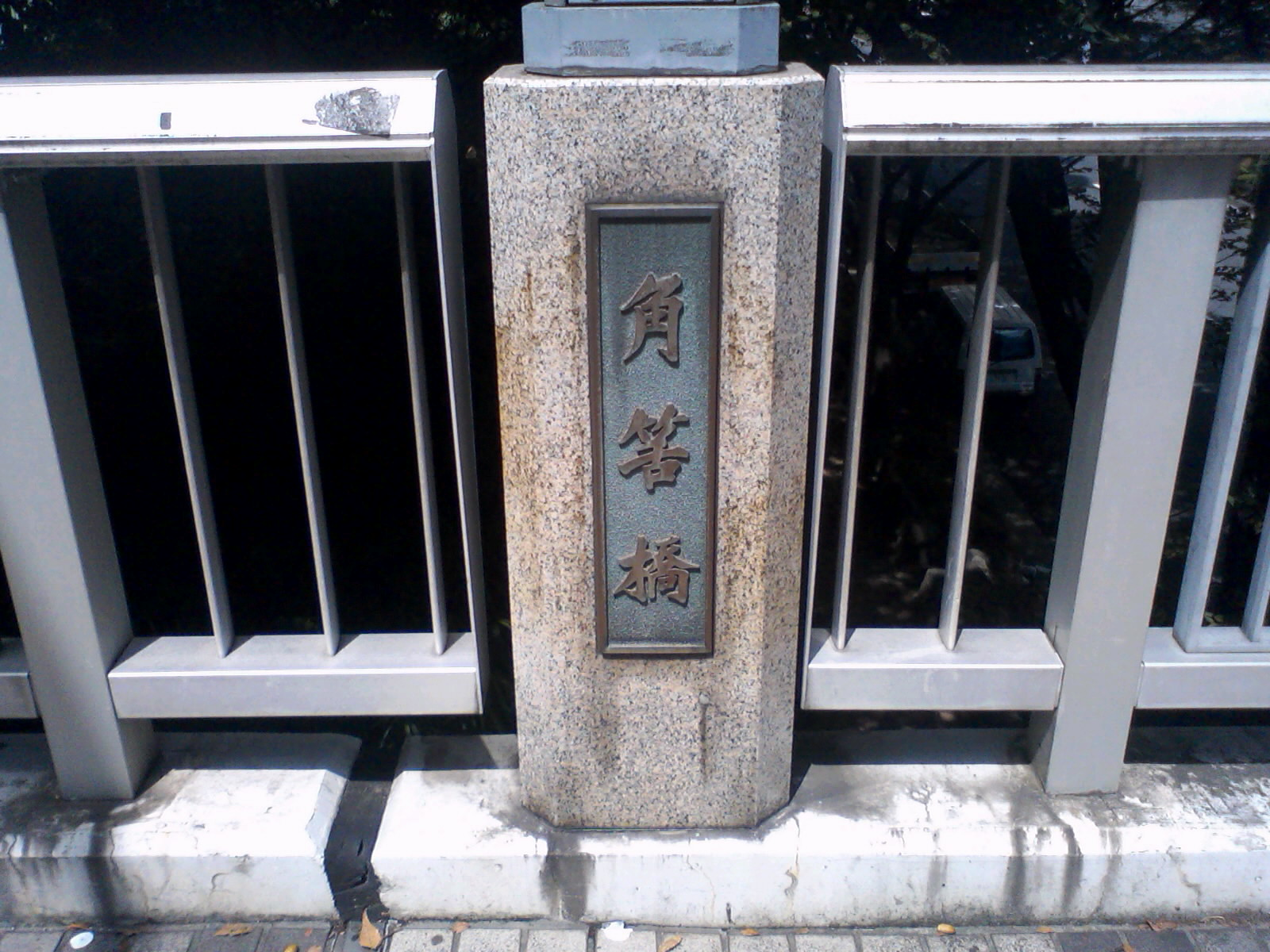
橋名板（北西）

角筈橋（つのはずばし）は東京都新宿区西新宿二丁目にある橋（跨道橋）。角筈はこの地域の旧地名。

## 概要
新宿副都心エリアの南西にある。橋には東京都道新宿副都心二号線（南通り・東西方向）が通っている。橋の下には東京都道新宿副都心十二号線（公園通り・南北方向）が通っており、その中央部分は首都高速4号新宿線の新宿出入口となっている。

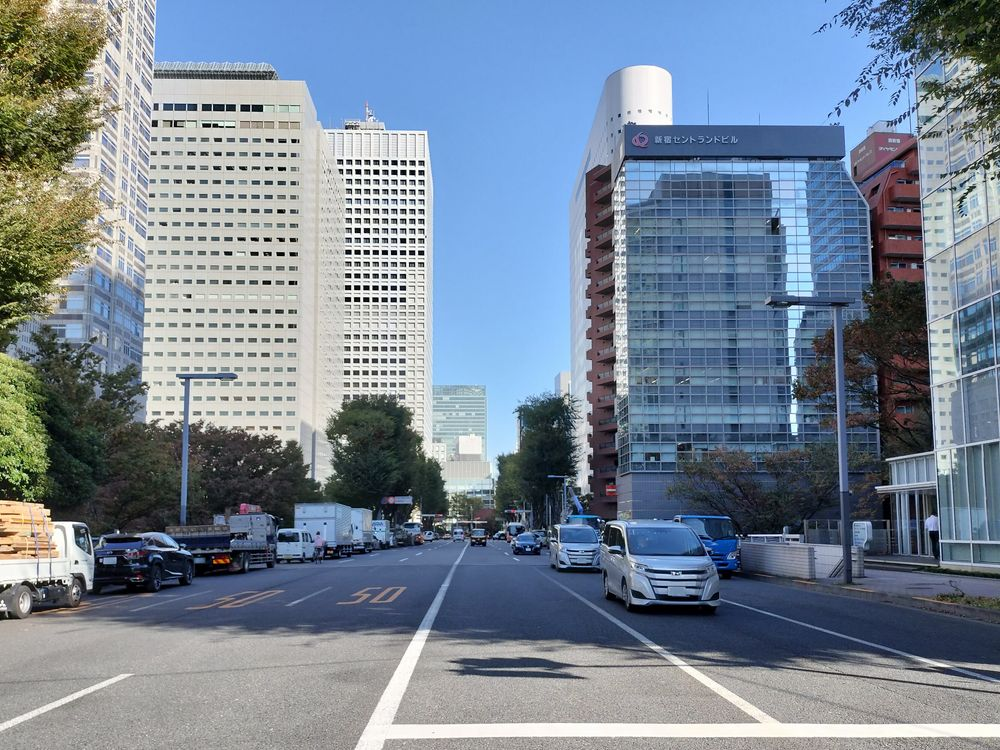
橋の西側から東側を見る。南通りが通る。
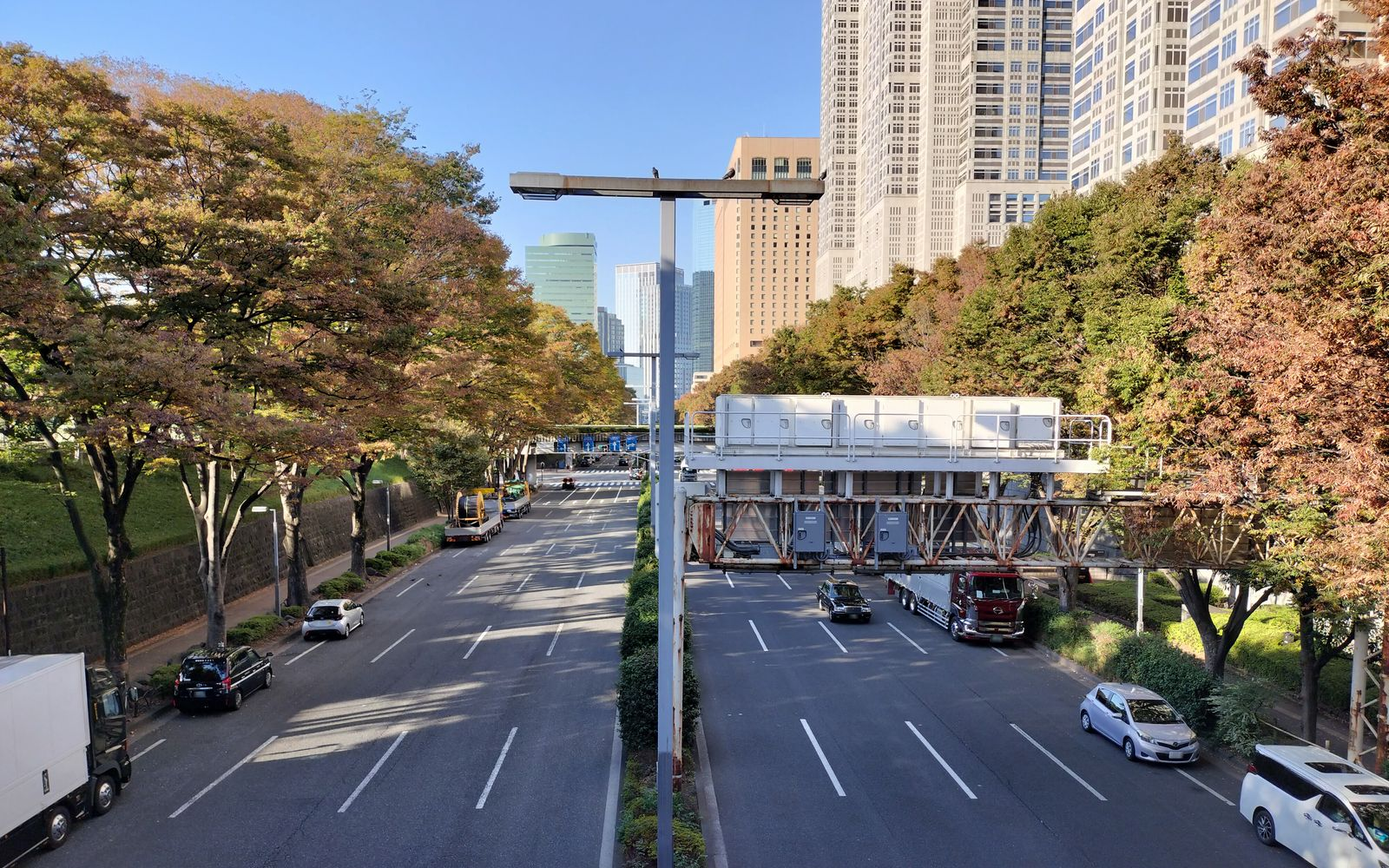
橋から北側を見る。公園通りが通る。
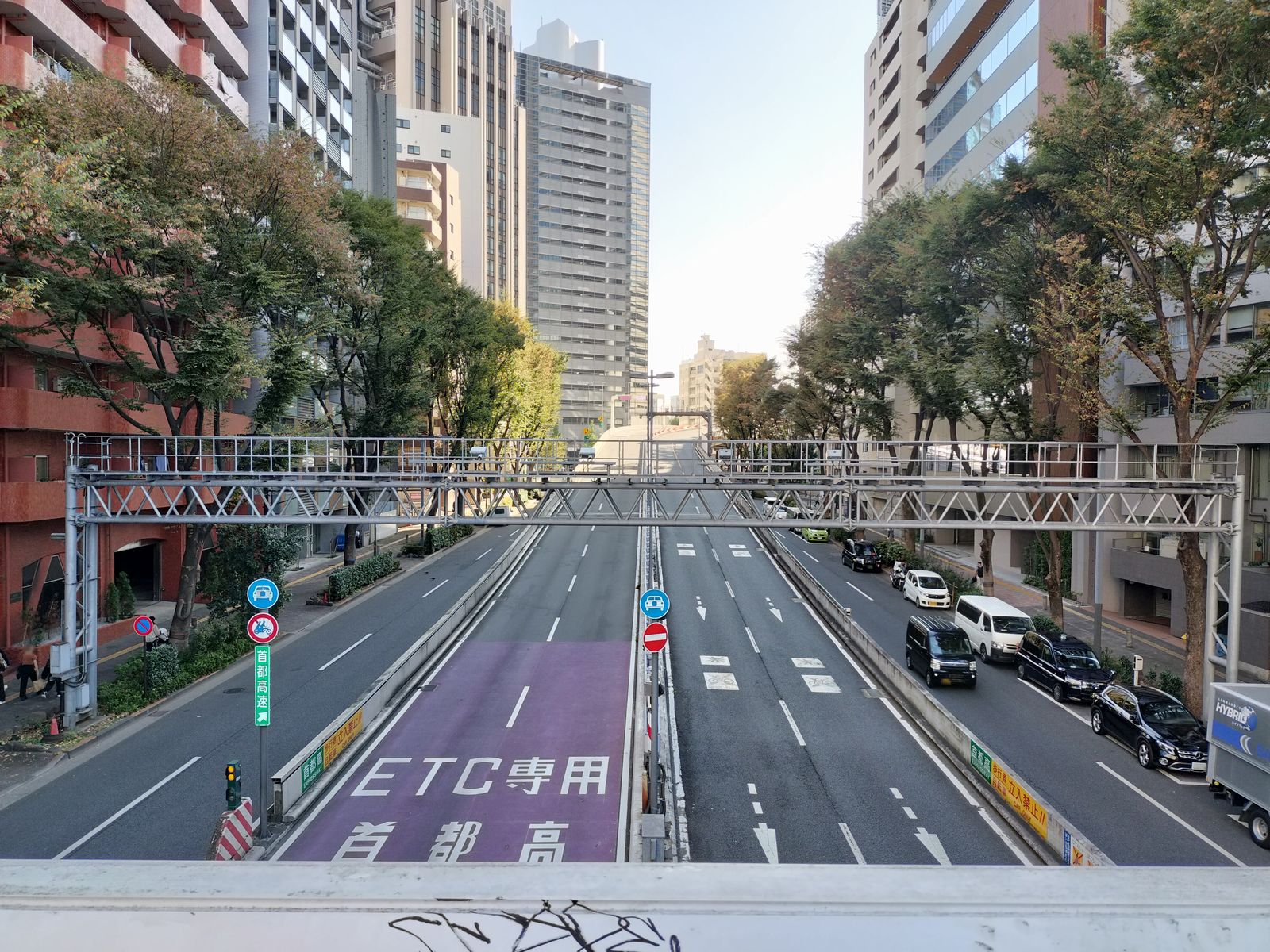
橋から南側を見る。中央部分が首都高速4号新宿線。
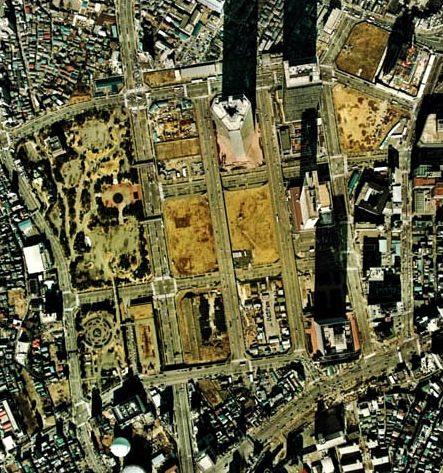
1974年の航空写真。3×3に区分けされた土地の左下の角が角筈橋。

## 関連施設
- 橋の4つの角の直近には歩行者用の階段があり[2]、下の公園通りに降りることができる。

## 周辺
- 北東 - 東京都庁舎
- 南東 - 新宿ワシントンホテル
- 北西 - 新宿中央公園
- 南西 - 新宿パークタワー[3]

## 登場作品
- 太陽にほえろ! - 691話（1986年4月11日放送）にて山さんこと山村精一刑事（演・露口茂）が殉職した場所となった。

## ギャラリー

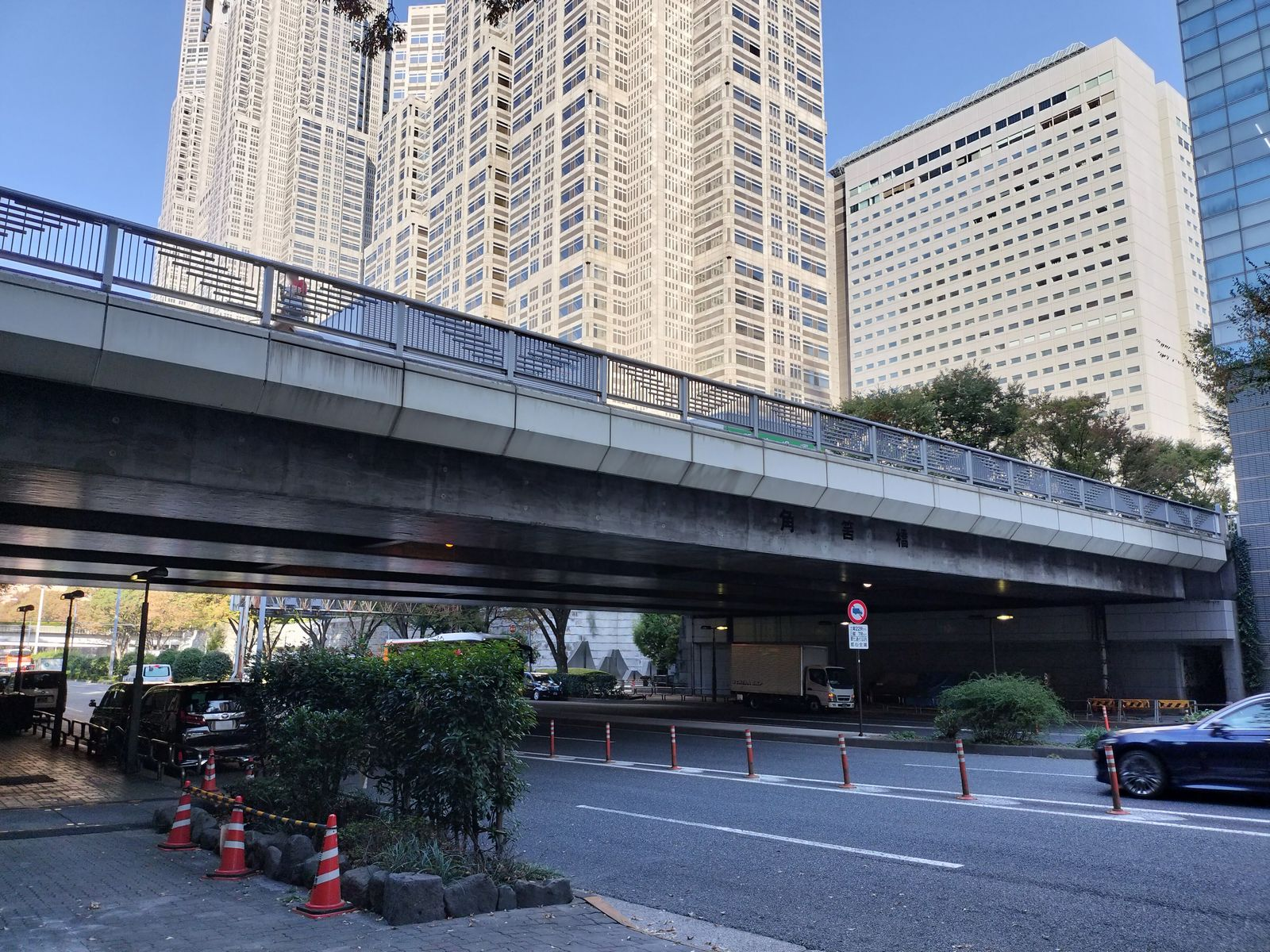
南西側の下から橋を見る。左は都庁第一本庁舎、中央は第二本庁舎、右は新宿NSビル。
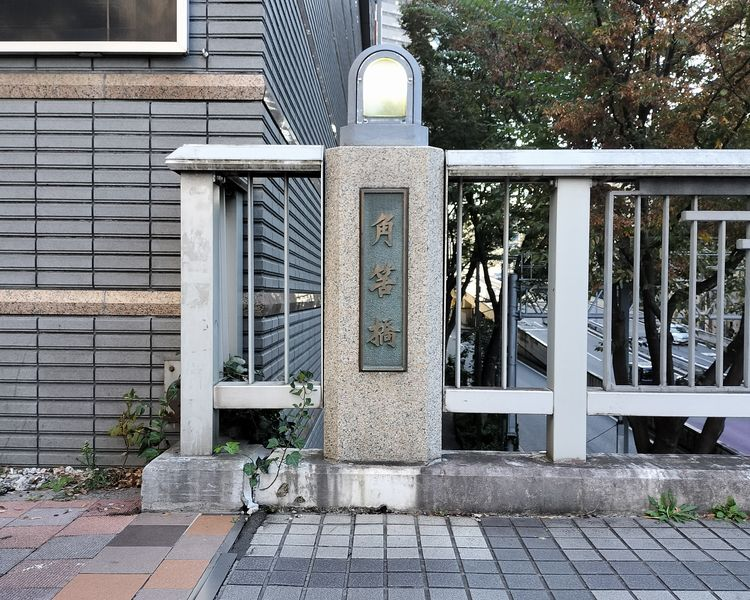
橋名板（南東）頂部には昼間でも灯火あり。
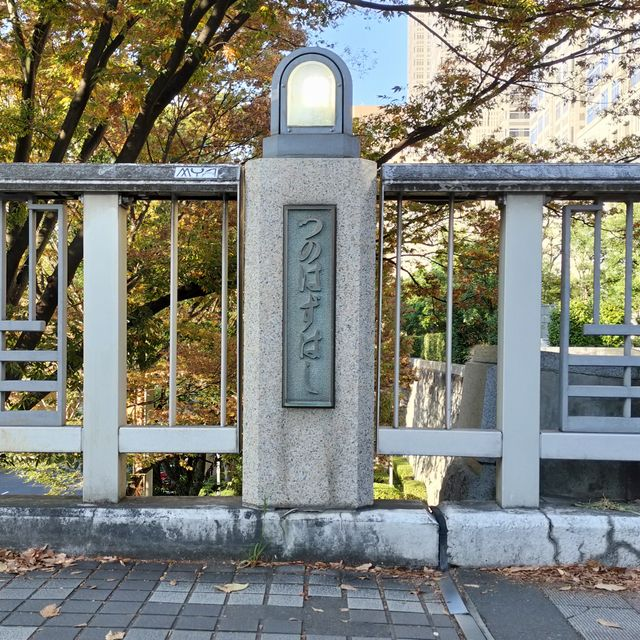
橋名板（北東）
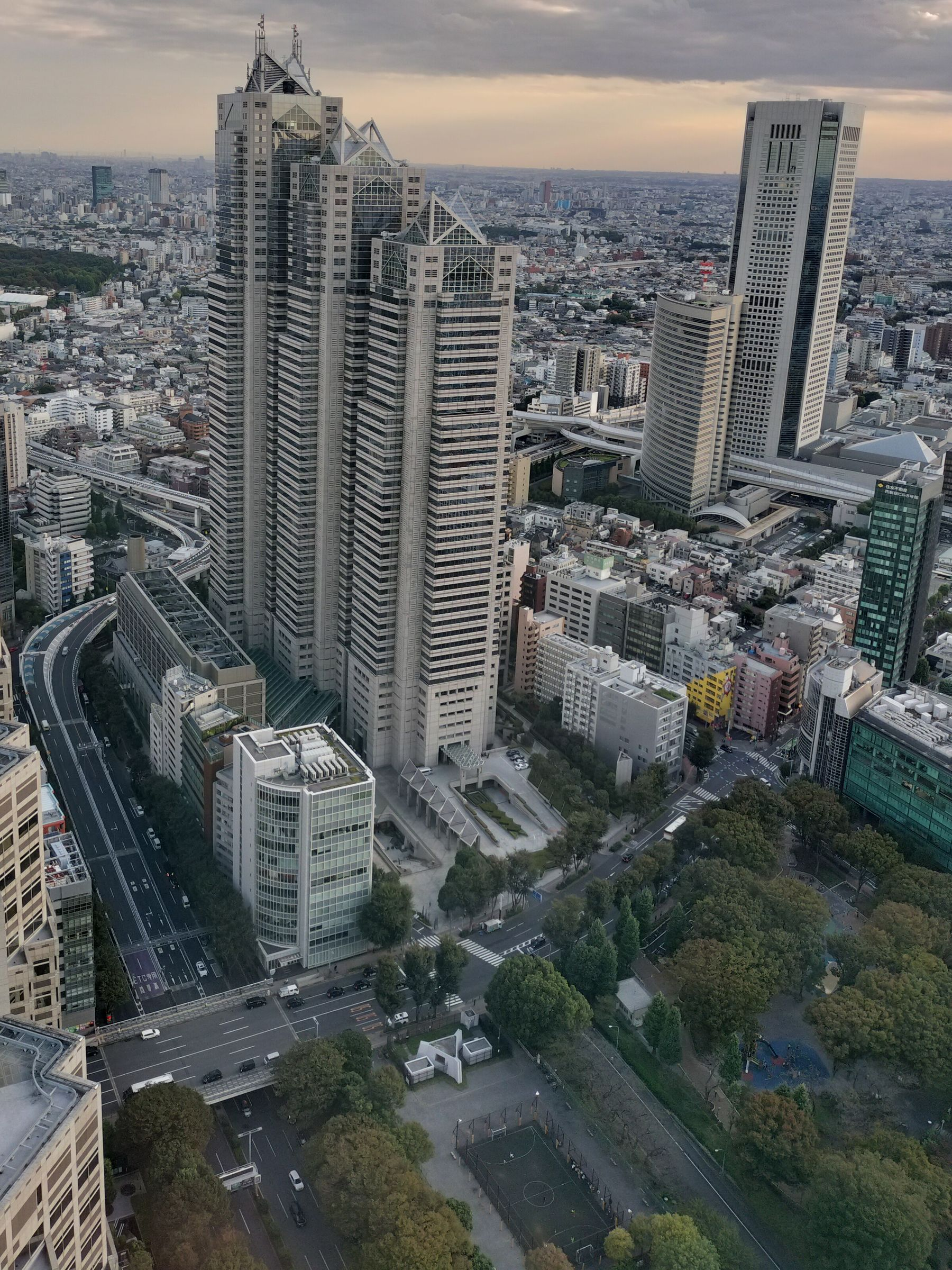
都庁第一本庁舎展望室からの眺望。左下に角筈橋。
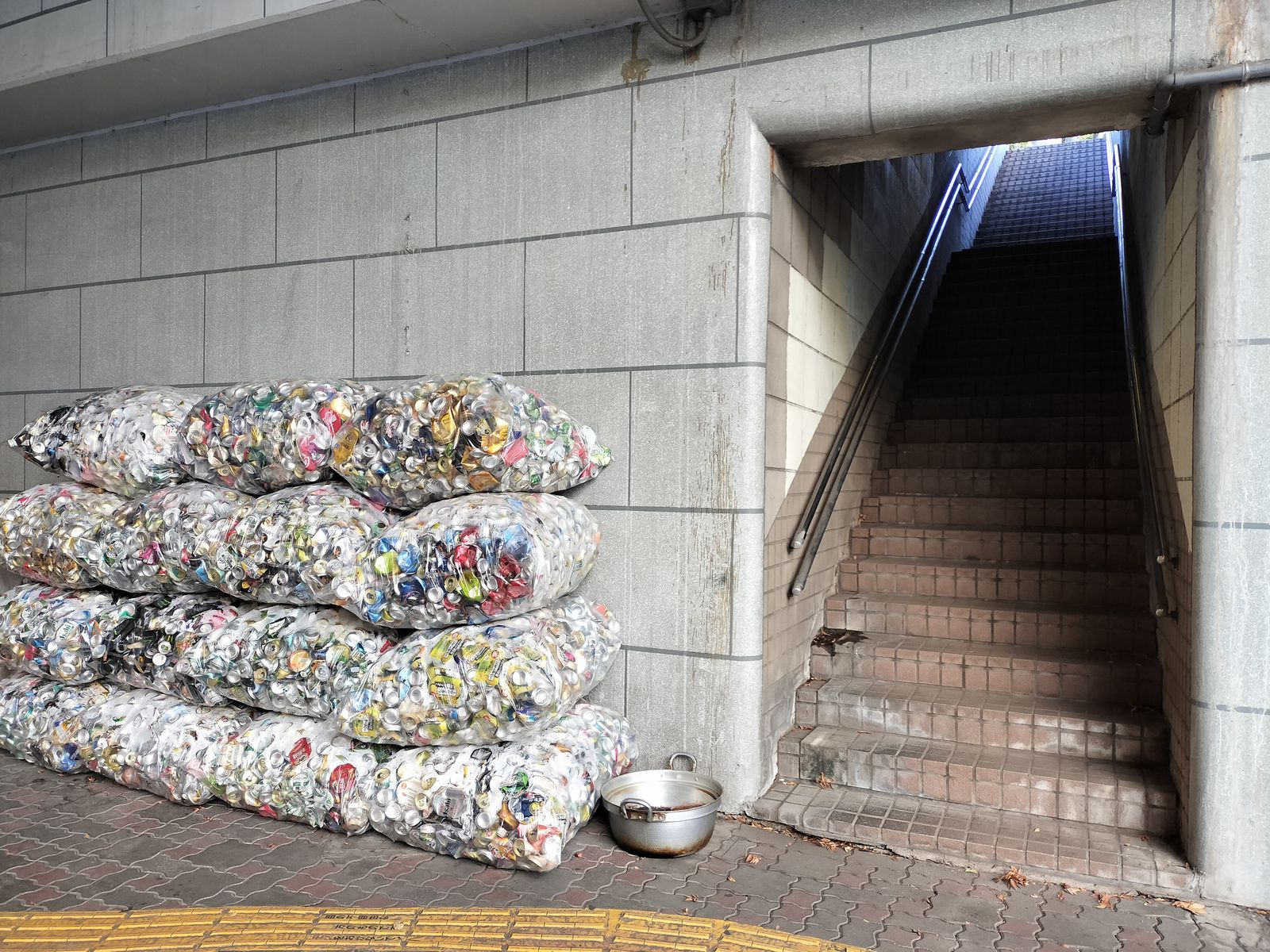
北西角の階段を橋の下から望む。